# Anna Block Mazoyer
Anna Carolina Cecilia Block Mazoyer, född 18 mars 1963 i Lund, är svensk diplomat, 2019–2023 Sveriges ambassadör i Tunis. , 2023- särskilt sändebud för Sudan och myndighetschef för Sveriges ambassad i Khartoum p t Stockholm .
Block Mazoyer är jur kand och var tidigare jurist på Svenska Förläggareföreningen, sedan 1989 är hon anställd på Utrikesdepartementet. Hon har tjänstgjort på Sveriges ambassader i Alger,  i Buenos Aires, i Paris, i Abijdan och i Rabat. Hon har också tjänstgjort vid Sverges representation till på FN i New York och vid det franska utrikesministeriet Quai d'Orsay. I Stockholm har hon bl.a. tjänstgjort vid Mellanöstern- och Nordafrikaenheten (UD MENA), varit biträdande chef på Utrikesdepartementets protokollenhet och direktör för Svenska Institutet i Alexandria.
Block Mazoyer är dotter till Eskil Block och Hedvig Hedqvist.